# Домн Салонски
Домн Салонски, познат и као свети Дује (Домнио, Дујмо, Дујо) је први познати епископ и мученик цркве у Далмацији.
Рођен је у Сирији. Образовао се на чувеном универзитету у Антиохији. Као угледни хришћанин у Салони, главном граду римске провинције Далмације, постао је свештеник и њен први епископ 284—304. По наредби цара Диоклецијана убијен је 10. априла 304. године, у градском амфитеатру у Салони. Сахранили су га војници ван градских зидина, на северном гробљу, које је данас познато под називом Манастирине.
Заштитник је града Сплита и налази се на грбу града. 